# Chiesa di Santa Scolastica
La chiesa di Santa Scolastica è un edificio religioso chiuso al culto di Rieti, oggi utilizzato come auditorium. Si trova lungo via Marco Terenzio Varrone, non lontano da Porta Cintia e dall'Arco del Seminario.

## Storia

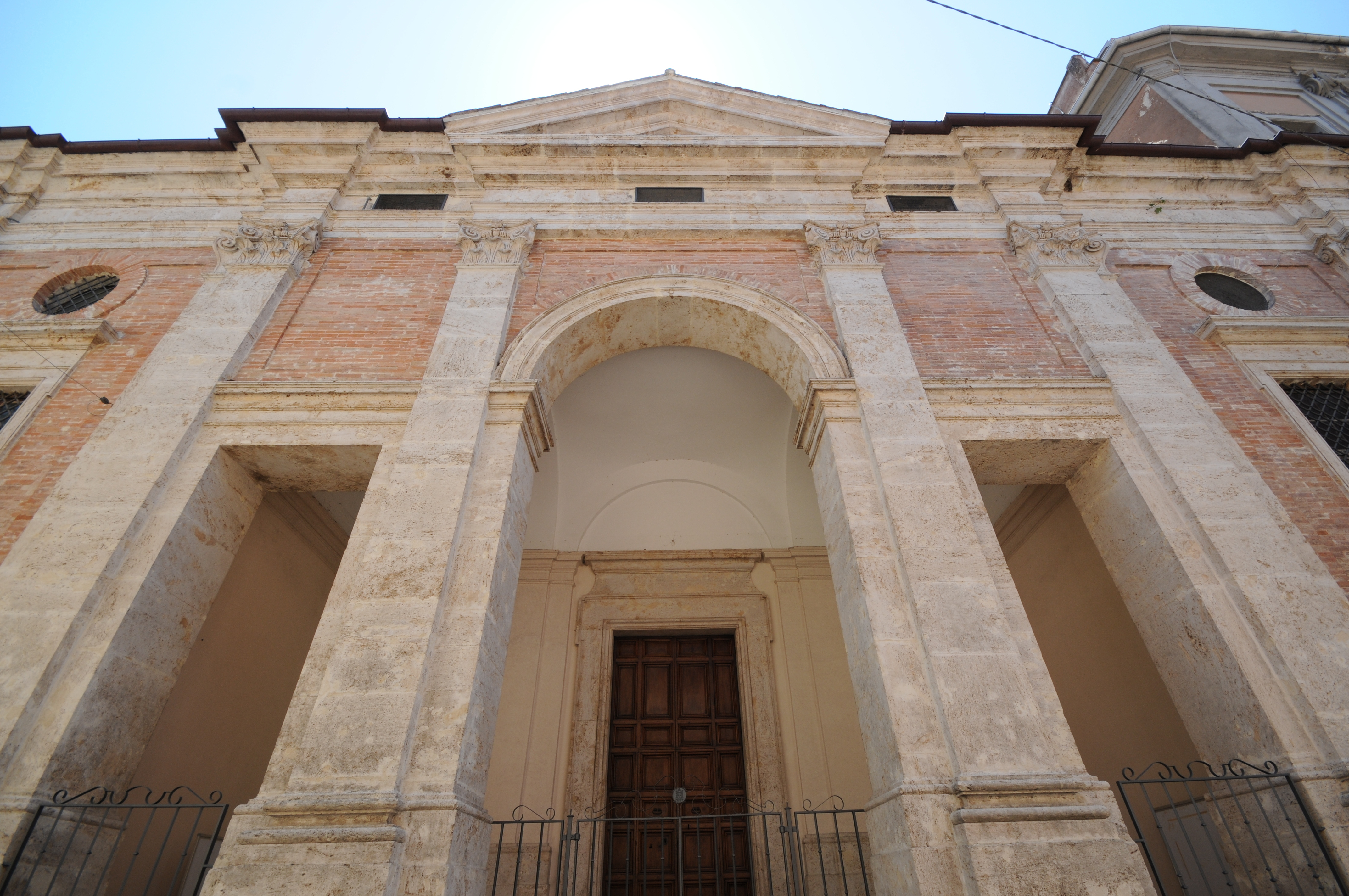
La facciata

La prima chiesa di Santa Scolastica nacque nel 1334 insieme all'omonimo monastero femminile benedettino, uno dei tre monasteri che sorsero a Rieti nel XIV secolo in luoghi all'epoca esterni all'abitato, insieme a quelli di Santa Caterina e di San Benedetto. Nel 1453 vi fu unito il convento di Santa Margherita e nel 1498 quello di Sant'Andrea.
Il progetto della chiesa attuale, conservato nell'archivio di Stato di Rieti, fu redatto nel 1695 da Francesco Fontana; il rifacimento si rese necessario perché la chiesa era diventata troppo angusta per le esigenze delle monache, e forse anche a causa dei terremoti del 1639 e 1672. Il 3 aprile 1696 il vescovo Ippolito Vincentini posa la prima pietra della nuova chiesa, dedicandola ai santi Andrea e Scolastica. La realizzazione del progetto e la decorazione in stucco fu diretta da Antonio Maria Ravazzani; l'edificio fu benedetto nel 1704 e consacrato dal vescovo Bernardino Guinigi il 1 maggio 1717.
A causa delle difficoltà finanziarie, l'interno rimase a lungo spoglio.
Nel 1813, sotto il governo napoleonico, il monastero fu espropriato alle suore e convertito a carcere giudiziario, rimanendo il principale penitenziario della città fino alla costruzione del nuovo carcere di Vazia nel 2009.

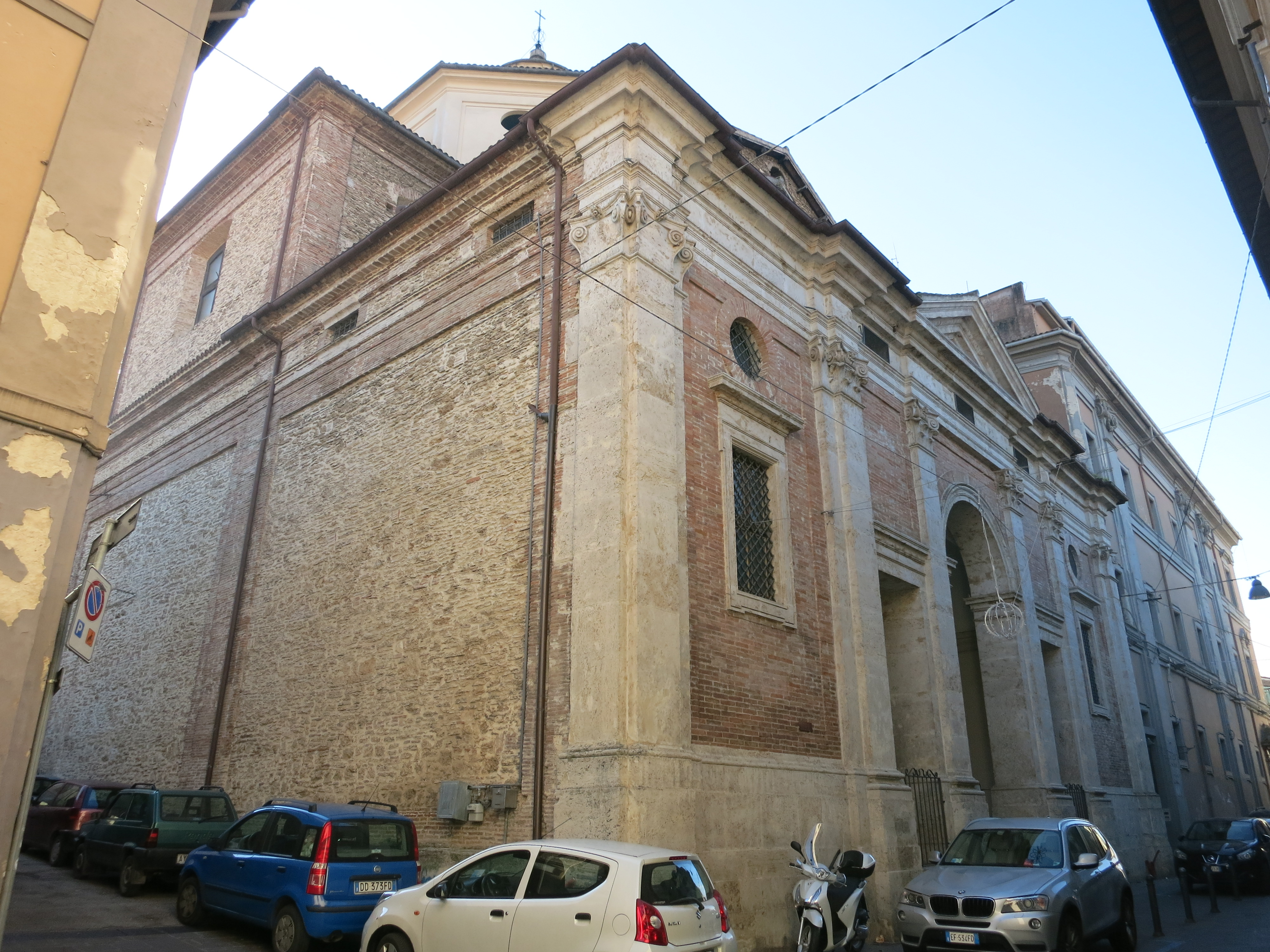
L'esterno ed il fianco sinistro su via Santa Scolastica

Alla soppressione del monastero il vescovo Saverio Marini affidò la chiesa alla Società di San Luigi Gonzaga, a cui seguì nel 1816 la Congregazione degli Amanti di Dio. Nel 1929, quando fu demolita la chiesa di San Giovanni in Statua per far posto all'Hotel Quattro Stagioni, la chiesa fu eretta al rango parrocchiale e vi si trasferirono i Padri Scolopi, che fino ad allora operavano nella chiesa di piazza Vittorio Emanuele II.

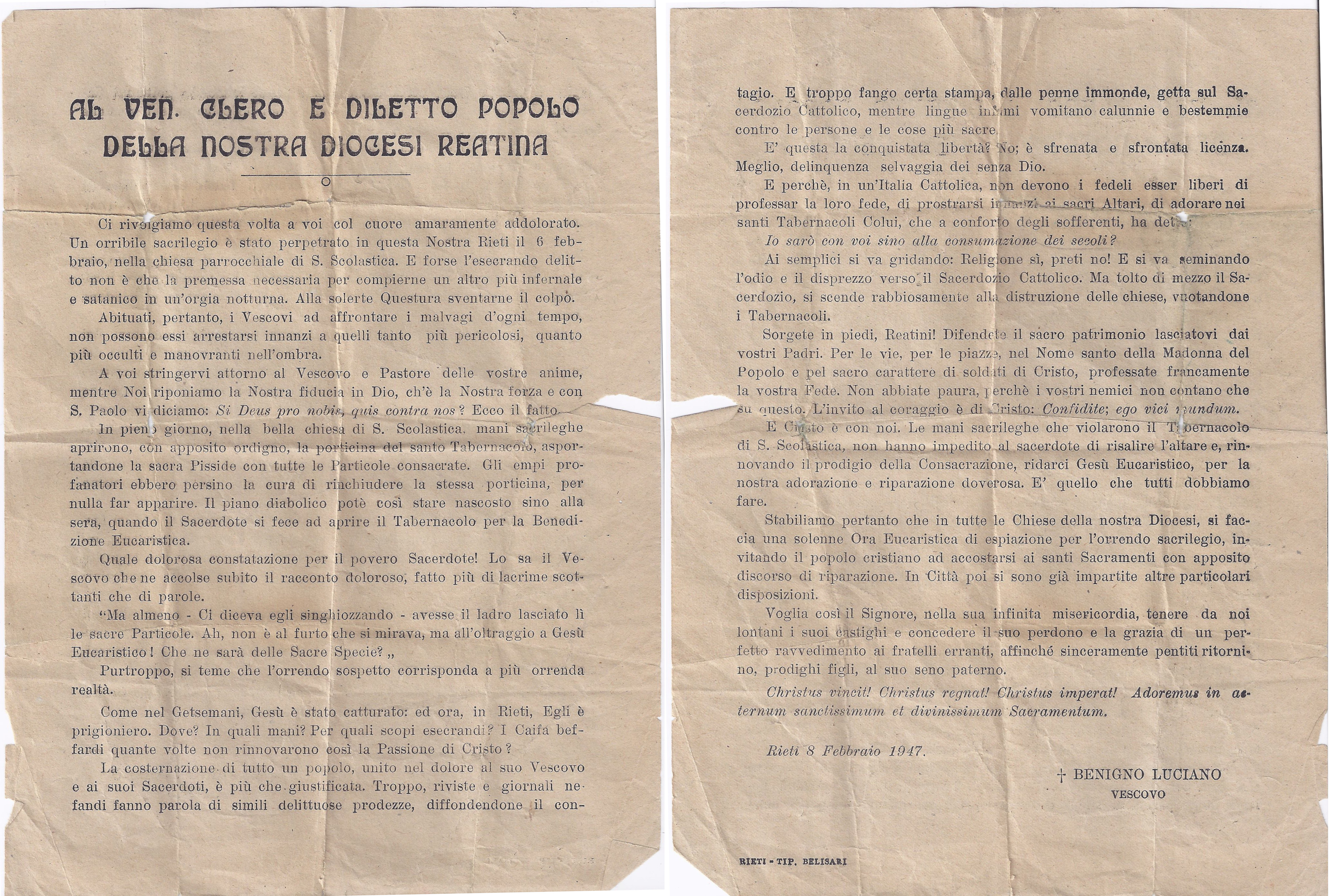
Volantino del 1947 per un furto avvenuto in chiesa da parte del vescovo del periodo

La parrocchia fu soppressa a fine anni ottanta, e la chiesa affidata alla parrocchia della Cattedrale. Gli Scolopi si trasferirono alla neonata parrocchia del quartiere Micioccoli, per poi lasciare definitivamente Rieti nel 1997.
Recentemente, grazie alla stipula di un comodato con la Diocesi di Rieti, la chiesa, chiusa al culto, è stata ristrutturata dalla Fondazione Varrone, che vi ha creato un auditorium che ospita conferenze, concerti ed altre manifestazioni culturali. Nel 2010 la Fondazione Varrone ha promosso il restauro dell'antico organo Catarinozzi, operato dalla ditta Pinchi di Trevi.
Nel 2019 l'edificio è stato dichiarato inagibile a causa delle lesioni provocate dal terremoto di Amatrice del 2016 e l'accesso ne è stato interdetto.

## Descrizione

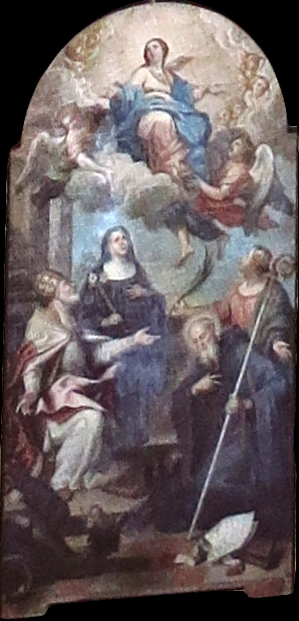
Gerolamo Pesci, La Vergine circondata da Santa Scolastica, San Benedetto, San Silvestro e Santa Margherita (1753 circa)

Si tratta dell'unica chiesa con pianta a croce greca esistente a Rieti.
La facciata, che alterna il rosso del laterizio al bianco del travertino, è costituita da una sorta di grande serliana che delimita il portico di accesso, ai fianchi della quale si affacciano due finestre sormontate da tondi in laterizio. Un grande timpano chiude la facciata in alto. La cupola è incastonata in un tiburio poligonale.

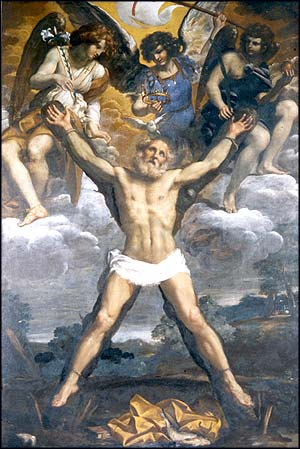
Antonio Maria Panico?, Crocifissione di Sant'Andrea Apostolo

All'interno si trova l'altare maggiore, sopraelevato di tre gradini, e due altari laterali. L'abside è ornata di marmi policromi. Sopra il portale d'ingresso si trova l'organo in legno dorato di Cesare Catarinozzi di Affile (risalente al 1720 o 1732), gemello di un organo identico nella chiesa di San Benedetto.
Nella chiesa si trovano tre pale d'altare:
- La Vergine circondata da Santa Scolastica, San Benedetto, San Silvestro e Santa Margherita di Gerolamo Pesci (1753 circa) - sull'altare maggiore[4]

- Crocifissione di Sant'Andrea Apostolo con gli Arcangeli Gabriele, Michele e Raffaele, olio su tela, 294 × 195 cm (forse antecedente al 1605) - sull'altare destro[2]

Giovanni Pietro Bellori, nella biografia del pittore pubblicata in Le vite de' Pittori Scultori e Architetti moderni del 1672, attribuiva il dipinto ad Andrea Sacchi. Per lungo tempo gli storici locali, tra i quali Angelo Sacchetti Sassetti, si sono attenuti a questo autorevole giudizio. Altri testi riportano come autore Antonio Gherardi. Tuttavia, più recentemente Roberto Longhi lo ha attribuito alla scuola di Annibale Carracci per ragioni di carattere stilistico-espressivo, ipotesi sostenuta ed argomentata anche da Federico Zeri. Nello studio Pittura del '600 a Rieti, le autrici Liliana Barroero e Lidia Saraca Colonnelli scartavano tra la scuola del Carracci l'attribuzione a Innocenzo Tacconi, mentre ritenevano più probabile Antonio Maria Panico, che aveva già lavorato nel territorio reatino.

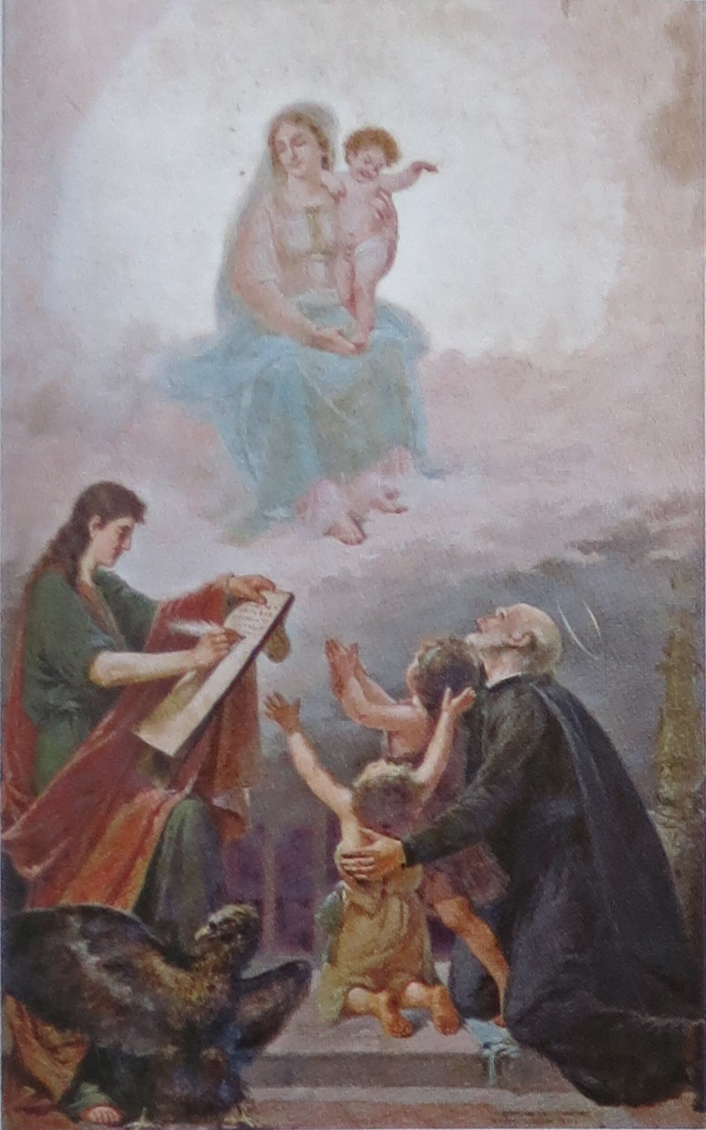
Antonino Calcagnadoro, L'apparizione della Vergine a San Giovanni Evangelista e a San Giuseppe Calasanzio (1903)

- L'apparizione della Vergine a San Giovanni Evangelista e a San Giuseppe Calasanzio di Antonino Calcagnadoro, olio su tela (1903) - sull'altare sinistro. Il dipinto proviene dalla chiesa di San Giovanni in Statua, demolita a fine anni Venti.[2]